# La Terreur de la goëlette
Pour plus de détails, voir Fiche technique et Distribution.
La Terreur de la goëlette (The Last Moment) est un film américain réalisé par J. Parker Read Jr., sorti en 1923.

## Fiche technique
- Titre original : The Last Moment
- Titre français : La Terreur de la goëlette
- Réalisation : J. Parker Read Jr.
- Scénario : Jack Boyle et J. Clarkson Miller
- Pays d'origine : États-Unis
- Format : Noir et blanc - 1,33:1 - Film muet
- Genre : horreur
- Date de sortie : 1923

## Distribution
- Henry Hull : Hercules Napolean Cameron
- Doris Kenyon : Alice Winthrop
- Louis Wolheim : The Finn
- Louis Calhern : Harry Gaines
- William Nally : Big Mike
- Mickey Bennett : Danny
- Harry Allen : Pat Rooney
- Donald Hall (en) : Mr Winthrop